# Rebets
Rebets és un municipi francès situat al departament del Sena Marítim i a la regió de Normandia. L'any 2007 tenia 137 habitants.

## Demografia

### Població
El 2007 la població de fet de Rebets era de 137 persones. Hi havia 51 famílies de les quals 8 eren unipersonals (8 homes vivint sols), 16 parelles sense fills, 23 parelles amb fills i 4 famílies monoparentals amb fills.
La població ha evolucionat segons el següent gràfic:
Habitants censats

### Habitatges
El 2007 hi havia 72 habitatges, 53 eren l'habitatge principal de la família, 18 eren segones residències i 1 estava desocupat. Tots els 71 habitatges eren cases. Dels 53 habitatges principals, 43 estaven ocupats pels seus propietaris i 10 estaven llogats i ocupats pels llogaters; 7 tenien tres cambres, 8 en tenien quatre i 38 en tenien cinc o més. 40 habitatges disposaven pel capbaix d'una plaça de pàrquing. A 13 habitatges hi havia un automòbil i a 37 n'hi havia dos o més.

### Piràmide de població
La piràmide de població per edats i sexe el 2009 era:
| Homes | Edats   | Dones |
| ----- | ------- | ----- |
| 0     | 95 o +  | 0     |
| 0     | 90 a 94 | 0     |
| 0     | 85 a 89 | 0     |
| 0     | 80 a 84 | 0     |
| 0     | 75 a 79 | 0     |
| 0     | 70 a 74 | 0     |
| 4     | 65 a 69 | 4     |
| 0     | 60 a 64 | 4     |
| 8     | 55 a 59 | 0     |
| 0     | 50 a 54 | 8     |
| 8     | 45 a 49 | 4     |
| 4     | 40 a 44 | 8     |
| 4     | 35 a 39 | 0     |
| 4     | 30 a 34 | 0     |
| 12    | 25 a 29 | 12    |
| 8     | 20 a 24 | 4     |
| 0     | 15 a 19 | 4     |
| 0     | 10 a 14 | 4     |
| 0     | 5 a 9   | 0     |
| 0     | 0 a 4   | 0     |

## Economia
El 2007 la població en edat de treballar era de 91 persones, 76 eren actives i 15 eren inactives. De les 76 persones actives 71 estaven ocupades (40 homes i 31 dones) i 5 estaven aturades (1 home i 4 dones). De les 15 persones inactives 5 estaven jubilades, 4 estaven estudiant i 6 estaven classificades com a «altres inactius».

### Ingressos
El 2009 a Rebets hi havia 53 unitats fiscals que integraven 143 persones, la mediana anual d'ingressos fiscals per persona era de 18.189 €.

### Activitats econòmiques
Dels 5 establiments que hi havia el 2007, 1 era d'una empresa de construcció, 1 d'una empresa de comerç i reparació d'automòbils i 3 d'empreses immobiliàries.
Dels 2 establiments de servei als particulars que hi havia el 2009, 1 era una fusteria i 1 agència immobiliària.
L'any 2000 a Rebets hi havia 3 explotacions agrícoles.

## Poblacions més properes
El següent diagrama mostra les poblacions més properes.